# Bart Nieuwkoop
Bart Nieuwkoop, né le 7 mars 1996 à Berg-op-Zoom aux Pays-Bas, est un footballeur néerlandais qui joue au poste d'arrière droit à Feyenoord Rotterdam.

## Biographie

### Feyenoord Rotterdam
Bart Nieuwkoop est un pur produit du centre de formation du Feyenoord Rotterdam. Le 4 octobre 2015, il fait ses débuts en professionnel, lors du match d'Eredivise contre De Graafschap. Il est titulaire et le Feyenoord gagne le match sur le score de 2-1.
Le 17 octobre 2017, il découvre la Ligue des champions lors de la confrontation entre son équipe en phase de groupe face aux Ukrainiens du Shakhtar Donetsk (défaite 1-2).

### Willem II
Le 30 août 2019 Nieuwkoop est prêté pour la saison 2019-2020 à Willem II.

### Union Saint-Gilloise
Le 30 avril 2021, Bart Nieuwkoop rejoint librement l'Union Saint-Gilloise après son départ du Feyenoord, où il était en fin de contrat,. Il intègre une formation qui vient d'être promue en première division belge.
Nieuwkoop inscrit son premier but pour l'Union Saint-Gilloise le 6 novembre 2021, lors d'une rencontre de championnat face au Charleroi SC. Titulaire ce jour-là, il participe à la victoire de son équipe par quatre buts à zéro.

### Retour à Feyenoord
Le 10 août 2023, Bart Nieuwkoop fait son retour dans son club formateur, le Feyenoord Rotterdam. Il signe un contrat courant jusqu'en juin 2027.

### En sélection nationale
Avec les moins de 19 ans, il inscrit un but contre la Moldavie en octobre 2014. Il délivre ensuite une passe décisive face à l'Écosse en novembre de la même année.
Avec les moins de 20 ans, il officie comme capitaine lors des matchs contre la France et l'Allemagne.

## Palmarès
Feyenoord Rotterdam
- Champion des Pays-Bas en 2017
- Vainqueur de la Coupe des Pays-Bas en 2016 et 2018
- Vainqueur de la Johan Cruijff Schaal en 2017 et 2018